# Drama Desk Award

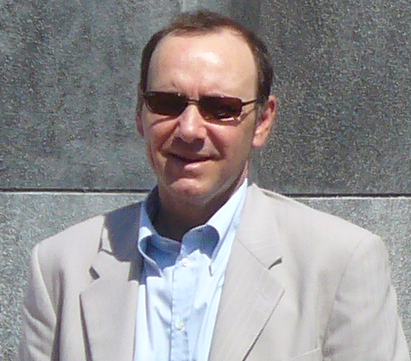
Kevin Spacey won een Drama Desk Award voor beste acteur in een toneelstuk in 2007

De Drama Desk Awards zijn Amerikaanse theaterprijzen die sinds 1955 uitgereikt worden. Anders dan de Tony Awards worden de Drama Desk Awards ook uitgereikt aan toneelvoorstellingen en musicals buiten Broadway (off-Broadway en off-off-Broadway). 
De prijzen werden oorspronkelijk de Vernon Rice Awards genoemd, naar theaterrecensent Vernon Rice van de krant New York Post, maar in 1963 werd de naam veranderd naar het huidige Drama Desk Awards. De jury bestaat uit recensenten, verslaggevers en redacteuren. Jaarlijks worden 33 verschillende Drama Desk-prijzen uitgereikt tijdens een ceremonie in de LaGuardia Concert Hall van het Lincoln Center in New York.
Voor veel acteurs en toneelschrijvers was een Drama Desk Award de eerste stap op weg naar beroemdheid, zoals Edward Albee, Dustin Hoffman en Stacy Keach. Ook voor veel off-Broadwayproducties zoals Driving Miss Daisy, Steel Magnolias en The Boys in the Band was een Drama Desk Award de eerste stap naar internationale roem.